# MFK Lokomotíva Zwoleń
Mestský futbalový klub Lokomotíva Zvolen w skrócie MFK Lokomotíva Zvolen – słowacki klub piłkarski, grający w drugiej lidze słowackiej, mający siedzibę w mieście Zwoleń.

## Historia
Klub został założony w 1902 roku. W latach 1938–1944 grał w pierwszej lidze słowackiej. Za czasów istnienia Czechosłowacji największym sukcesem klubu był awans do drugiej ligi czechosłowackiej. Grał w niej w latach 1955-1956 i 1980-1981. Z kolei po rozpadzie Czechosłowacji najpierw grał w czwartej, a następnie trzeciej lidze słowackiej. W sezonie 1997/1998 występował w drugiej lidzeW sezonie 2014/2015 ponownie grał w drugiej lidze. Spadł z niej w sezonie 2017/2018.

## Historyczne nazwy
- 1902 – Zólyomi SE (Zólyomi Sport Egyesület)
- 1921 – ZTC Zvolen
- 1928 – Zvolenský TK (Zvolenský telovýchovný klub)
- 1954 – TJ Lokomotíva Zvolen (Telovýchovná jednota Lokomotíva Zvolen)
- 1963 – fuzja z TJ Tatran Bučina, w wyniku której powstałTJ LB Zvolen (Telovýchovná jednota Lokomotíva Bučina Zvolen)
- 1991 – ŠK FAC LB Zvolen
- 2000 – MFK Lokomotíva Zvolen (Mestský futbalový klub Lokomotíva Zvolen)
- 2014 – fuzja z TJ Baník Ružiná, nazwa niezmieniona

## Stadion
Domowe mecze klub rozgrywa na stadionie o nazwie Štadión MFK Zvolen, położonym w mieście Zwoleń. Stadion może pomieścić 1780 widzów.